# Scharrelaarvogels
Scharrelaarvogels (Coraciiformes) zijn een orde van vogels die een aantal niet erg op elkaar lijkende families omvat.

## Indeling
De orde omvat de volgende families:
- Scharrelaars (Coraciidae)
- Grondscharrelaars (Brachypteraciidae)
- IJsvogels (Alcedinidae)
- Todies (Todidae)
- Motmots (Momotidae)
- Bijeneters (Meropidae)

In het verleden werden ook de neushoornvogels, hoppen, boomhoppen en koerols tot de scharrelaarvogels gerekend.

## Verwantschap
De Coraciiformes behoren binnen de Neoaves tot de Afroaves, een clade die samen met de Australaves de zogenoemde "landvogels" (Telluraves) vormt. Samen met de spechtvogels en neushoornvogelachtigen vormen de scharrelaarvogels de Picocoraciae.

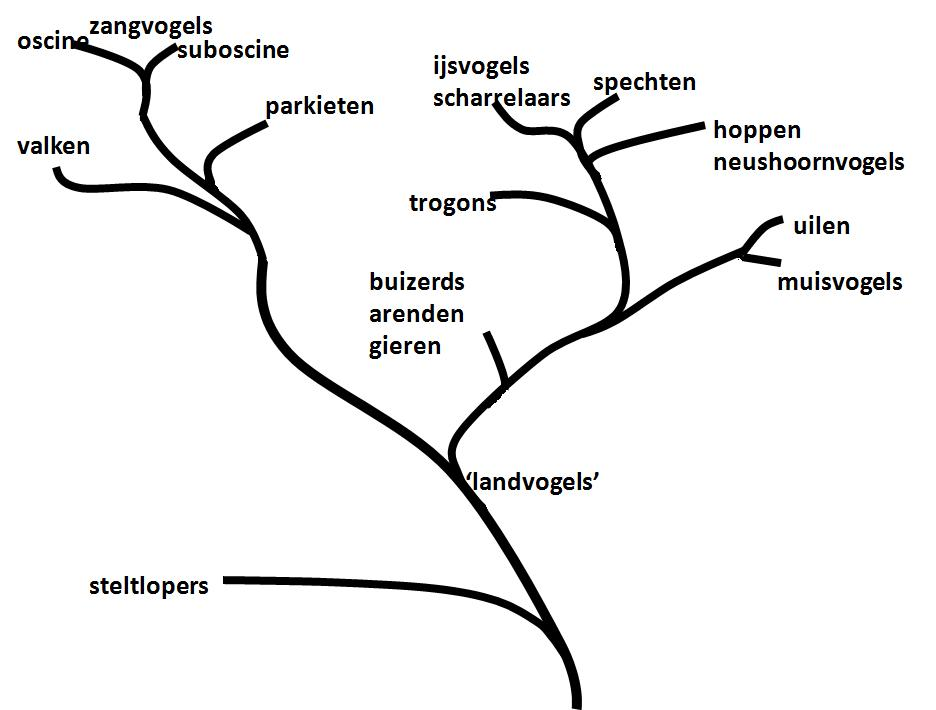
De 'landvogels

## Ontwikkeling
Een studie uit 2019 heeft inzicht gegeven in het ontstaan en ontwikkeling van de scharrelaarvogels. De Coraciiformes ontwikkelden zich in het Laat-Paleoceen in het Palearctisch gebied. Septencoracias is de oudste bekende scharrelaarvogel. Ongeveer 57 miljoen jaar geleden ontstonden de twee hoofdlijnen van de scharrelaarvogels, de bijeneters en scharrelaars enerzijds en de todies, motmots en ijsvogels anderzijds. In het vroegste Eoceen (circa 55,6 Ma) splitsten de ontwikkelingslijnen van de bijeneters en de Coracii (scharrelaars en grondscharrelaars) zich. In de andere clade waarbij ontstonden in het Vroeg-Eoceen de eerste todies (circa 54,3 Ma) en motmots (circa 50,3 Ma). De scharrelaarvogels hadden in het Vroeg-Eoceen een wijde verspreiding en vroege scharrelaarachtigen zoals Primobucco, Paracoracias en Ueekenkcoracias kwamen ook in Amerika voor.
Vanuit de noordelijke continenten verspreidden de vroege scharrelaarvogels zich vervolgens naar de tropen. In het Mioceen en Plioceen vond in de tropen een tweede periode van diversificatie plaats binnen de scharrelaarvogels, waarbij de moderne geslachten zich ontwikkelden. De radiatie van de ijsvogels vond plaats in het Oriëntaals gebied. Hierna verspreidden de ijsvogels zich over Australië en de Oude Wereld. Alleen de onderfamilie Cerylinae bereikten ook Amerika.
Scharrelaars · Grondscharrelaars · IJsvogels · Todies · Motmots · Bijeneters
Accipitriformes (roofvogels en gieren, exclusief valken) · Aegotheliformes (dwergnachtzwaluwen) · Anseriformes (eendachtigen) · Apodiformes (gierzwaluwen en kolibries) · Apterygiformes (kiwi's) · Bucerotiformes (neushoornvogels) · Caprimulgiformes (nachtzwaluwen) · Cariamiformes (seriema's) · Casuariiformes (kasuarissen en emoe) · Charadriiformes (steltloperachtigen) · Ciconiiformes (ooievaarachtigen) · Coliiformes (muisvogels) · Columbiformes (duiven) · Coraciiformes (scharrelaars) · Cuculiformes (koekoekachtigen) · Eurypygiformes (kagoe en zonneral) · Falconiformes (valken en caracara’s) · Galliformes (hoenderachtigen) · Gaviiformes (duikers) · Gruiformes (kraanvogelachtigen) · Leptosomiformes (koerol) · Mesitornithiformes (steltrallen) · Musophagiformes (toerako's) · Nyctibiiformes (reuzennachtzwaluwen) · Opisthocomiformes (hoatzin) · Otidiformes (trappen) · Passeriformes (zangvogels) · Pelecaniformes (pelikanen, reigerachtigen, ibissen en lepelaars) · Phaethontiformes (keerkringvogels) · Phoenicopteriformes (flamingo's) · Piciformes (spechtachtigen) · Podargiformes (kikkerbekken) · Podicipediformes (futen) · Procellariiformes (buissnaveligen) · Psittaciformes (papegaaiachtigen) · Pterocliformes (zandhoenders) · Rheiformes (nandoes) · Sphenisciformes (pinguïns) · Steatornithiformes (vetvogel) · Strigiformes (uilen) · Struthioniformes (loopvogels o.a. struisvogel) · Suliformes (slangenhalsvogels, fregatvogels, aalscholvers en janvangenten) · Tinamiformes (stuithoenders) · Trogoniformes (trogons)

 Portaal Vogels · Indeling van de vogels